# Westfaals voetbalkampioenschap 1922/23
In 1922/23 werd het elfde Westfaals voetbalkampioenschap gespeeld, dat georganiseerd werd door de West-Duitse voetbalbond. 
De West-Duitse competities werden gespreid over 1922 tot 1924. Er kwam wel ook in 1923 al een eindronde waardoor de kampioenen van de heenronde na dit seizoen mochten aantreden in de eindronde. Normaal gesproken vond er ook geen promotie of degradatie plaats, maar in tegenstelling tot de andere West-Duitse competities maakte Westfalen hier een uitzondering op met een aantal promovendi het volgende seizoen en ook een andere reeksindeling.
Arminia Bielefeld werd kampioen en plaatste zich voor de West-Duitse eindronde. De club versloeg FC Jahn Siegen en TuRU 1880 Düsseldorf en werd zo West-Duits kampioen waardoor ze zich ook plaatsten voor de eindronde om de landstitel, waar ze in de eerste ronde verloren van SC Union 06 Oberschöneweide.
TG Arminia Bielefeld ging failliet op 20 oktober 1922 en op 6 november werd 1. Bielefelder FC Arminia heropgericht, de Bielefelder TG 1848 werd ook heropgericht. 

Hammer SpV 1904 fuseerde met TuSV Hamm 59/03 tot Hammer SpVgg 03/04

## Gauliga

### Groep Oost
| Plaats | Club                      | Wed. | W | G | V | Saldo | Ptn. |
| ------ | ------------------------- | ---- | - | - | - | ----- | ---- |
| 1.     | 1. Bielefelder FC Arminia | 7    |   |   |   | 32:11 | 14:0 |
| 2.     | Hammer SpVgg 03/04        | 7    |   |   |   | 12:11 | 10:4 |
| 3.     | VfB 1903 Bielefeld        | 7    |   |   |   | 17:8  | 9:5  |
| 4.     | BV 99 Osnabrück           | 7    |   |   |   | 15:12 | 7:7  |
| 5.     | SVg Minden 05             | 7    |   |   |   | 10:17 | 6:8  |
| 6.     | SuS 1905 Ahlen            | 7    |   |   |   | 5:11  | 5:9  |
| 7.     | BV Union 08 Herford       | 7    |   |   |   | 10:17 | 4:10 |
| 8.     | BV Westfalia 1906 Ahlen   | 7    |   |   |   | 7:20  | 1:13 |

|  | Geplaatst voor finale |

### Groep West
| Plaats | Club                           | Wed. | W | G | V | Saldo | Ptn. |
| ------ | ------------------------------ | ---- | - | - | - | ----- | ---- |
| 1.     | SC Preußen 06 Münster          | 7    |   |   |   | 20:6  | 12:2 |
| 2.     | 1. Recklinghäuser SpV Union 05 | 7    |   |   |   | 14:9  | 10:4 |
| 3.     | BV Westfalia 08 Scherlebeck    | 7    |   |   |   | 11:9  | 10:4 |
| 4.     | SuS Osnabrück                  | 7    |   |   |   | 11:9  | 7:7  |
| 5.     | SpVgg 09 Greven                | 7    |   |   |   | 7:11  | 5:9  |
| 6.     | SV Viktoria 09 Recklinghausen  | 7    |   |   |   | 4:8   | 4:10 |
| 7.     | FC Gronau 1909                 | 7    |   |   |   | 3:8   | 4:10 |
| 8.     | VfR Osnabrück 06               | 7    |   |   |   | 3:13  | 4:10 |

### Finale
|  |                           |       |                       |  |
|  | 1. Bielefelder FC Arminia | 7 – 0 | SC Preußen 06 Münster |  |
|  |                           |       |                       |  |